# 渡辺顗修
渡辺 顗修（わたなべ ぎしゅう、1953年 - ）は、日本の法学者・言語学者・弁護士。甲南大学大学院教授・甲南大学法科大学院長。博士（法学）。専門は刑事訴訟法。

## 人物
渡辺 修（わたなべ・おさむ）をペンネームとしており、学者としてはこの名前を用いる。本名「顗修」は僧籍を持つことに関係し、本人も常に剃髪している。刑事訴訟にろう者、外国人労働者などに対する法的支援の問題について著書多数。自らも司法NPO「当番弁護士制度を支援する会」代表となる等、支援活動に身を置いている。また、司法通訳にかかる弊害について、言語学的視点から分析を行っていることでも知られる。
神戸学院大学時代は「被害者の人権」「加害者の人権」「第三者の一方的価値観による偏見」に関する問題を投げかけ、法律と感情の間に身を置いて考えさせる講義が多かった。また、当時の司法試験考査委員（刑事訴訟法）としては、特に口述試験において独創的な問題を出すことで知られた。甲南大学法科大学院教授となってからは、専門家養成ということもあり、法的解釈と理論構築のセンスを磨くことを第一としている。
「現場主義」の実践を教え、検察審査会について述べたり、自らもオウム真理教事件関連の刑事裁判傍聴や、神戸連続児童殺傷事件の事件現場などにも足を運んでいる。現在は都市型公設事務所である弁護士法人大阪パブリック法律事務所の客員弁護士として、多数の刑事事件において自ら刑事弁護人として活動を行いながら、甲南大学法科大学院の院長として組織を率いている。
2020年3月末をもって甲南大学法科大学院院長を退任。教授として講義は継続。

## 経歴
- 1953年 - 北海道札幌市出身
- 1976年 - 京都大学法学部卒業
- 1980年4月 - 神戸学院大学法学部助手（のち、講師、准教授、教授）
- 1981年3月 - 京都大学大学院法学研究科博士後期課程満期退学
- 1986年 - コーネル大学ロースクール修了 (LL.M.)
- 1994年 - 京都大学より学位を授与される（法学博士）。タイトルは『被疑者取調べの法的規制』（乙第8635号）。
- 1994年 - 司法試験考査委員（2003年まで）
- 2003年4月 - 甲南大学法学部教授
- 2004年4月-現在 - 甲南大学法科大学院教授、同研究科長。
- 2004年 - 弁護士登録（大阪弁護士会）
- 2004年12月 - 大阪パブリック法律事務所（旧：刑事こうせつ法律事務所）客員弁護士（2019年5月まで）
- 2019年6月-現在 - 下村=辻法律事務所弁護士
- 2020年3月　甲南大学法科大学院院長を退任。（教授は継続）

## 著書
- 被疑者取調べの法的規制（三省堂、1992年5月）ISBN 438531330X
- 聴覚障害者と刑事手続―公正な手話通訳と刑事弁護のために（ぎょうせい、1992年8月）ISBN 4324034761
- 捜査と防御（三省堂、1995年3月）ISBN 4385356270
- 刑事手続の最前線（三省堂、1996年5月）ISBN 4385313741
- 刑事裁判と防御（日本評論社、1998年5月）ISBN 4535511462
- 外国人と刑事手続―適正な通訳のために（成文堂、1998年11月）ISBN 4792314917
- 刑事法入門―刑事裁判の風景（新世社、2000年6月）ISBN 488384014X
- 司法通訳―Q&Aで学ぶ通訳現場（松柏社、2004年4月）ISBN 4775400568
- 刑事裁判を考える -21世紀刑事司法の展望-（現代人文社、2006年5月）
- 刑事訴訟法 第5版（有斐閣Sシリーズ）共著（有斐閣、2013年3月 ISBN 4641159432
- 基本講義 刑事訴訟法（法律文化社、2014年9月）ISBN 4589036169

## 所属学会
- 日本刑法学会会員
- 法と言語学会会員理事
- 大阪弁護士会刑事弁護委員会委員